# 名誉賛助員
名誉賛助員（めいよさんじょいん）とは、社団、財団その他の法人運営に財政的な支援を目的として募る基金等で寄附者に贈られる称号。栄誉称号・名誉称号の一つである。

## 名誉賛助員

### 中国紅十字会における名誉賛助員
中国の紅十字会では栄誉称号の一つとして名誉賛助員があり、一例として日本の長崎福建会館董事 陳世望は当該称号を受称している。

### 大学における名誉賛助員
早稲田大学では高額寄付者には名誉称号を贈呈し、その名を大学史に刻み礼遇する制度を設けている。200万円以上を賛助員、500万円以上を稲志賛助員、1000万円以上を名誉賛助員とし、その上位に1億円以上の寄付者に贈呈する維持員の称号などを定めている。早稲田大学が定めた賛助員規定があり所謂、他団体が募る賛助会員や早稲田サポーターズ倶楽部の特別会員とは性格を異にする。エグゼクティブ待遇であり称号贈呈者は毎年ホテル椿山荘などで開催されるエグゼクティブフォーラムに大学から招待される。

## 名誉サポーター
類似する称号に名誉サポーターがある。

### サッカー協会における名誉サポーター
日本サッカー協会でも著名なサッカー選手やそのOBを名誉サポーターとして起用することがある。1993年に2002サッカー世界選手権誘致に向けた協会の広報活動の一環として、当時名古屋グランパスの選手だったゲーリー・リネカーやヴェルディ川崎選手だったラモス瑠偉を名誉サポーターに起用したのはその例である。

### プロサッカーチームにおける名誉サポーター
サッカークラブチームにおける名誉サポーターとしては、2005年に日本のNW北九州に対し、地元の特定社会福祉法人年長者の里理事長芳賀晟壽から寄附があり、同チームから名誉サポーターの称号が贈られたことが当時新聞で報道された。
また、第266代ローマ教皇フランシスコも熱心なサッカーファンとして知られ、母国アルゼンチン・ブエノスアイレスのチームの名誉サポーターとなっていることでも知られている。2013年には教皇の母国アルゼンチンとイタリア代表チームによる親善試合が捧げられた。

### 都道府県選挙管理委員会等における名誉サポーター
青森県選挙管理委員会では2016年、18歳以上の国民に選挙権が認められる法改正があったことを受け、県内大学生を「あおもり投票率向上サポーター」を、ご当地アイドルグループ「りんご娘」の王林を「投票率向上名誉サポーター」に委嘱し、様々、投票啓発の企画を推進を行っている。

### 商工会議所における名誉サポーター
また、大阪商工会議所では2001年5月31日、新たな会員獲得に向けた会員増強運動の一環として、落語家の桂三枝（後の桂文枝）を名誉サポーターに起用し、会員企業の会社経営者向けに桂三枝による「話し方講座」などを企画することなどが当時報道された。なお、名誉サポーターはボランティアで実施し、2007年7月までの任期であった。

### 文献資料
- 井原徹著『私立大学の経営戦略序論: 戦略的経営プランニングの展開』(日本エディタースクール出版部、2008年)ISBN 4888889325
- 辻井雅史、劉序楓著『鎖国と開国: 近世日本の内と外』（国立台湾大学出版中心、2017年）ISBN 9789863502432

### 報道資料
- 『朝日新聞』2013年7月16日朝刊
- 『毎日新聞』2005年7月28日地方版/福岡
- 『読売新聞』1993年7月27日東京夕刊
- 『読売新聞』2001年6月1日大阪朝刊
- 『読売新聞』2016年6月21日東京朝刊青森版